# Gruppo Sportivo Calcio Banco di Roma 1978-1979
Questa pagina raccoglie le informazioni riguardanti il Gruppo Sportivo Calcio Banco di Roma nelle competizioni ufficiali della stagione 1978-1979.

## Organigramma societario
Area direttiva
- Presidente onorario: Giovanni Guidi
- Presidente: Enrico Mazzari
- Segretario: Giovanni Patrizi

Area tecnica
- Allenatore: Giacomo Losi

## Rosa
| N. |                   | Ruolo | Calciatore          |
| -- | ----------------- | ----- | ------------------- |
|    | Italia (bandiera) | C     | Leonardo Acori      |
|    | Italia (bandiera) | J     | Manlio Barraco      |
|    | Italia (bandiera) | C     | Franco Bratzu       |
|    | Italia (bandiera) | P     | Gabriele Cantagallo |
|    | Italia (bandiera) | A     | Giovanni Carnevali  |
|    | Italia (bandiera) | D     | Glauco Cozzi        |
|    | Italia (bandiera) | C     | Angelo Crialesi     |
|    | Italia (bandiera) | D     | Fabio Dal Monte     |
|    | Italia (bandiera) | J     | Sergio De Luca      |
|    | Italia (bandiera) | D     | Glauco Di Benedetto |
|    | Italia (bandiera) | A     | Claudio Ingrassia   |
|    | Italia (bandiera) | C     | Elio Mesiti         |

| N. |                   | Ruolo | Calciatore                  |
| -- | ----------------- | ----- | --------------------------- |
|    | Italia (bandiera) | D     | Giulio Missiroli            |
|    | Italia (bandiera) | C     | Augusto Nomirelli           |
|    | Italia (bandiera) |       | Paroncini                   |
|    | Italia (bandiera) | C     | Vincenzo Proietti Farinelli |
|    | Italia (bandiera) | P     | Francesco Quintini          |
|    | Italia (bandiera) | C     | Maurizio Raggi              |
|    | Italia (bandiera) | P     | Mauro Sciarrone             |
|    | Italia (bandiera) | D     | Antonio Tempestilli         |
|    | Italia (bandiera) | A     | Mario Urbani                |
|    | Italia (bandiera) | A     | Massimo Vulpiani            |
|    | Italia (bandiera) |       | Zambrano                    |

## Risultati

### Campionato

#### Girone di andata
| 1º ottobre 1978 1ª giornata | Brindisi | 1 – 1 | Banco di Roma |  |

| 8 ottobre 1978 2ª giornata | Banco di Roma | 1 – 1 | Avezzano |  |

| 15 ottobre 1978 3ª giornata | Fano | 2 – 1 | Banco di Roma |  |

| 22 ottobre 1978 4ª giornata | Banco di Roma | 2 – 2 | Formia |  |

| 29 ottobre 1978 5ª giornata | Osimana | 2 – 2 | Banco di Roma |  |

| 5 novembre 1978 6ª giornata | Banco di Roma | 1 – 0 | Lanciano |  |

| 12 novembre 1978 7ª giornata | Gallipoli | 0 – 0 | Banco di Roma |  |

| 19 novembre 1978 8ª giornata | Banco di Roma | 0 – 0 | LVPA Frascati |  |

| 26 novembre 1978 9ª giornata | Civitanovese | 3 – 0 | Banco di Roma |  |

| 3 dicembre 1978 10ª giornata | Giulianova | 1 – 1 | Banco di Roma |  |

| 10 dicembre 1978 11ª giornata | Banco di Roma | 1 – 0 | Riccione |  |

| 17 dicembre 1978 12ª giornata | Frosinone | 3 – 0 | Banco di Roma |  |

| 30 dicembre 1978 13ª giornata | Banco di Roma | 0 – 0 | Francavilla |  |

| 7 gennaio 1979 14ª giornata | Vis Pesaro | 2 – 2 | Banco di Roma |  |

| 14 gennaio 1979 15ª giornata | Banco di Roma | 3 – 0 | Monopoli |  |

| 21 gennaio 1979 16ª giornata | Pro Vasto | 1 – 0 | Banco di Roma |  |

| 28 gennaio 1979 17ª giornata | Banco di Roma | 4 – 0 | Anconitana |  |

#### Girone di ritorno
| 4 febbraio 1979 18ª giornata | Banco di Roma | 2 – 2 | Brindisi |  |

| 11 febbraio 1979 19ª giornata | Avezzano | 1 – 0 | Banco di Roma |  |

| 18 febbraio 1979 20ª giornata | Banco di Roma | 2 – 0 | Fano |  |

| 25 febbraio 1979 21ª giornata | Formia | 0 – 0 | Banco di Roma |  |

| 4 marzo 1979 22ª giornata | Banco di Roma | 1 – 1 | Osimana |  |

| 11 marzo 1979 23ª giornata | Lanciano | 1 – 1 | Banco di Roma |  |

| 25 marzo 1979 24ª giornata | Banco di Roma | 1 – 0 | Virtus Gallipoli |  |

| 1º aprile 1979 25ª giornata | LVPA Frascati | 1 – 0 | Banco di Roma |  |

| 8 aprile 1979 26ª giornata | Banco di Roma | 0 – 0 | Civitanovese |  |

| 23 aprile 1979 27ª giornata | Banco di Roma | 1 – 0 | Giulianova |  |

| 29 aprile 1979 28ª giornata | Riccione | 2 – 1 | Banco di Roma |  |

| 6 maggio 1979 29ª giornata | Banco di Roma | 1 – 1 | Frosinone |  |

| 13 maggio 1979 30ª giornata | Francavilla | 2 – 1 | Banco di Roma |  |

| 20 maggio 1979 31ª giornata | Banco di Roma | 1 – 1 | Vis Pesaro |  |

| 27 maggio 1979 32ª giornata | Monopoli | 3 – 1 | Banco di Roma |  |

| 3 giugno 1979 33ª giornata | Banco di Roma | 0 – 0 | Pro Vasto |  |

| 9 giugno 1979 34ª giornata | Anconitana | 1 – 0 | Banco di Roma |  |